# Nossa Senhora da Conceição (Vila Real)
Nossa Senhora da Conceição (llamada oficialmente Vila Real (Nossa Senhora da Conceição)) era una freguesia portuguesa del municipio de Vila Real, distrito de Vila Real.

## Historia
Una de las tres freguesias urbanas del municipio, que ocupaba la zona norte de la ciudad, Nossa Senhora da Conceição fue creada el 23 de noviembre de 1960, con territorio cedido por las freguesias colindantes de São Dinis, São Pedro, Borbela, Mouçós y Mateus.
Fue suprimida el 28 de enero de 2013, en aplicación de una resolución de la Asamblea de la República portuguesa promulgada el 16 de enero de 2013 al unirse con las freguesias de São Dinis y São Pedro, formando la nueva freguesia de Vila Real.